# 曇摩伽陀耶舍
曇摩伽陀耶舍（Dharmagatayas/as），人名，比丘名。南齊譯經僧。中印度人。善隸書。高帝建元三年（481），於廣州朝亭寺譯出無量義經一卷。〔開元釋教錄卷五、歷代三寶紀卷十一〕歷代三寶記十一曰：「天竺沙門曇摩迦陀耶舍，齊言法生稱。」